# Olst
Olst is een dorp aan de IJssel in de gemeente Olst-Wijhe in de Nederlandse provincie Overijssel, met 8.305 inwoners (2023).

## Geschiedenis
De eerste schriftelijke vermelding is in 947 onder de naam Holsto. Keizer Otto I bevestigt het klooster Essen dan in het bezit van onder andere hoven te Olst, Archem en Yrthe.
Tot 2001 was het de hoofdplaats van de gelijknamige gemeente; sinds de fusie deelt het de functie met Wijhe.
Vanwege de Koude Oorlog werd in Olst, op het landgoed De Haere, een belangrijk onderdeel van de IJssellinie gebouwd, met een afzinkbare dam in de rivier en een sluis in de rivierdijk. Ook lagen er over een groot gebied verspreid bunkers voor militair verblijf en verdediging. Deze werken waren onderdeel van een plan om een eventuele Russische invasie tegen te houden door het gehele IJsseldal onder water te zetten (inunderen). De aanleg van dit alles gebeurde in het grootste geheim. Pas eind jaren negentig werd echt duidelijk waarvoor al die constructies hadden moeten dienen. Sindsdien zijn de bunkers en sommige andere bouwwerken geconserveerd en opengesteld voor het publiek.
Tot in de late jaren zeventig was Olst een centrum van landbouw (voornamelijk gemengd bedrijf), tuinbouw (met fruitveiling), vleesverwerkende industrie en steenfabrieken.
In de twintigste eeuw was Olst, wat levensbeschouwing betreft, min of meer gelijkelijk verdeeld over de drie grote zuilen van protestantisme, katholicisme en socialisme. In de eenentwintigste eeuw is het steeds meer een forensendorp geworden.

## Bezienswaardigheden
- De dorpskerk in romaanse stijl uit de dertiende eeuw, heeft een onderbouw die gedeeltelijk is opgetrokken met tufsteen van een eerder kerkje.
- Aan de dijk staan twee molens, de Bökkers Mölle en de Molen van Boks.
- Het kunstwerk Baken van Overijssel staat aan de Veerweg.
- In 1997 werd in Olst op initiatief van Herensociëteit v/h De Nut's Neut door Wim T. Schippers en oud-Tros presentatrice Willy Dobbe het Willy Dobbeplantsoen onthuld, een tot werkelijkheid geworden grapje van Schippers uit diens televisieserie De lachende scheerkwast.
- Aan de rand van het dorp staan 23 zogenoemde aardehuizen. Dit zijn volledig zelfvoorzienende woningen die grotendeels gemaakt zijn van natuurlijke of tweedehands bouwmaterialen.
- De watertoren werd gebouwd in 1962 en is sinds 2008 in gebruik als woonruimte (vijf appartementen).

### Monumenten
- Lijst van rijksmonumenten in Olst
- Lijst van gemeentelijke monumenten in Olst

## Geografie en bereikbaarheid
Olst ligt aan de rivier de IJssel. Via het westen is Olst bereikbaar via de kabelveerpont Olsterveer. Olst is ook bereikbaar via de N337 en verder is er een treinstation, station Olst aan de IJssellijn. Met de bus is Olst bereikbaar door middel van buslijn 161 (Deventer - Hasselt) en 516 (Olst - Raalte).

## Gemarkeerde wandel- en mountainbikeroutes rond Olst
- Rondje Olst. Beginpunt is het treinstation Olst gelegen aan de lijn Deventer - Zwolle. De route van twaalf kilometer door het buitengebied van Olst gaat langs acht verschillende bezienswaardigheden.
- De Hooge Kamp route. De wandeling voert over de esgronden van de Hooge Kamp en komt onder meer langs ecologisch beheerde akkers. Start bij de parkeerplaats van boerderij de Zoogenbrink aan de Molenweg.
- Drie landgoederenroute. Deze gevarieerde route gaat door het bosgebied De Hei, Landgoed 't Nijendal en de Hooge Kamp. Start en parkeerplaats bij boerderij de Zoogenbrink.

- Rond Olst zijn over landgoederen verschillende mountainbikeroutes aangelegd.

## Geboren
- Arnold Jan Bernard van Suchtelen (1770-1849), burgemeester van Deventer en Tweede Kamerlid namens Overijssel
- Reinhart Frans van Lansberge (1804-1873), koloniaal bewindsman
- Johannes Hendrikus Aberson (1857-1935), eerste rector magnificus Landbouwhogeschool Wageningen
- Willem van Rappard (1946), burgemeester Noordoostpolder
- Evert van de Poll (1952), theoloog, predikant en redacteur
- Hendrik Jan Bökkers (1977), leadzanger van de band Bökkers
- Marloes Coenen (1981), mixed martial arts-vechtster
- Myrthe Schoenaker (1992), handbalster
- Danique Kerkdijk (1996), voetbalster

## Fotogalerij

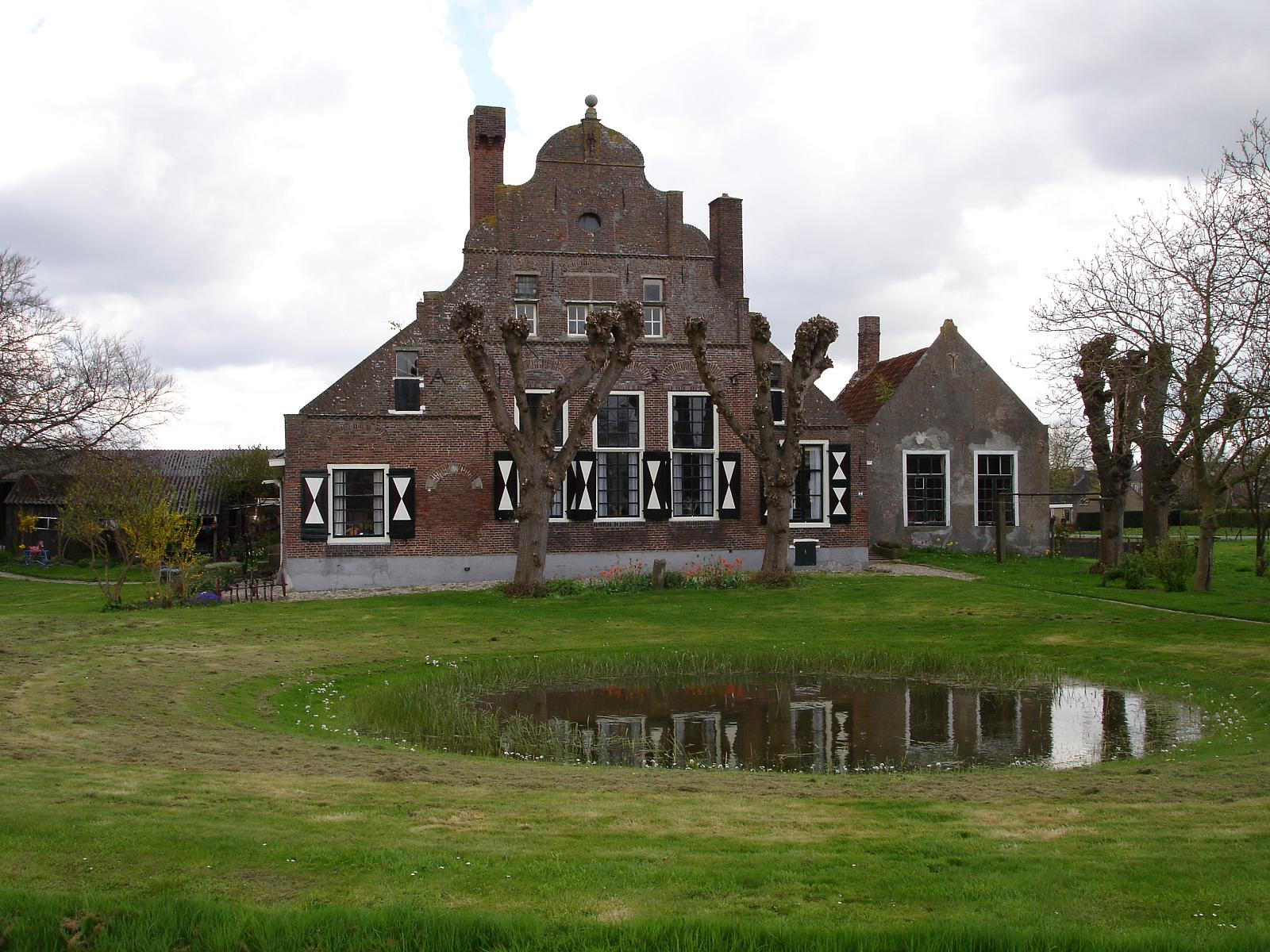
Boerderij 'De Roze' uit 1636
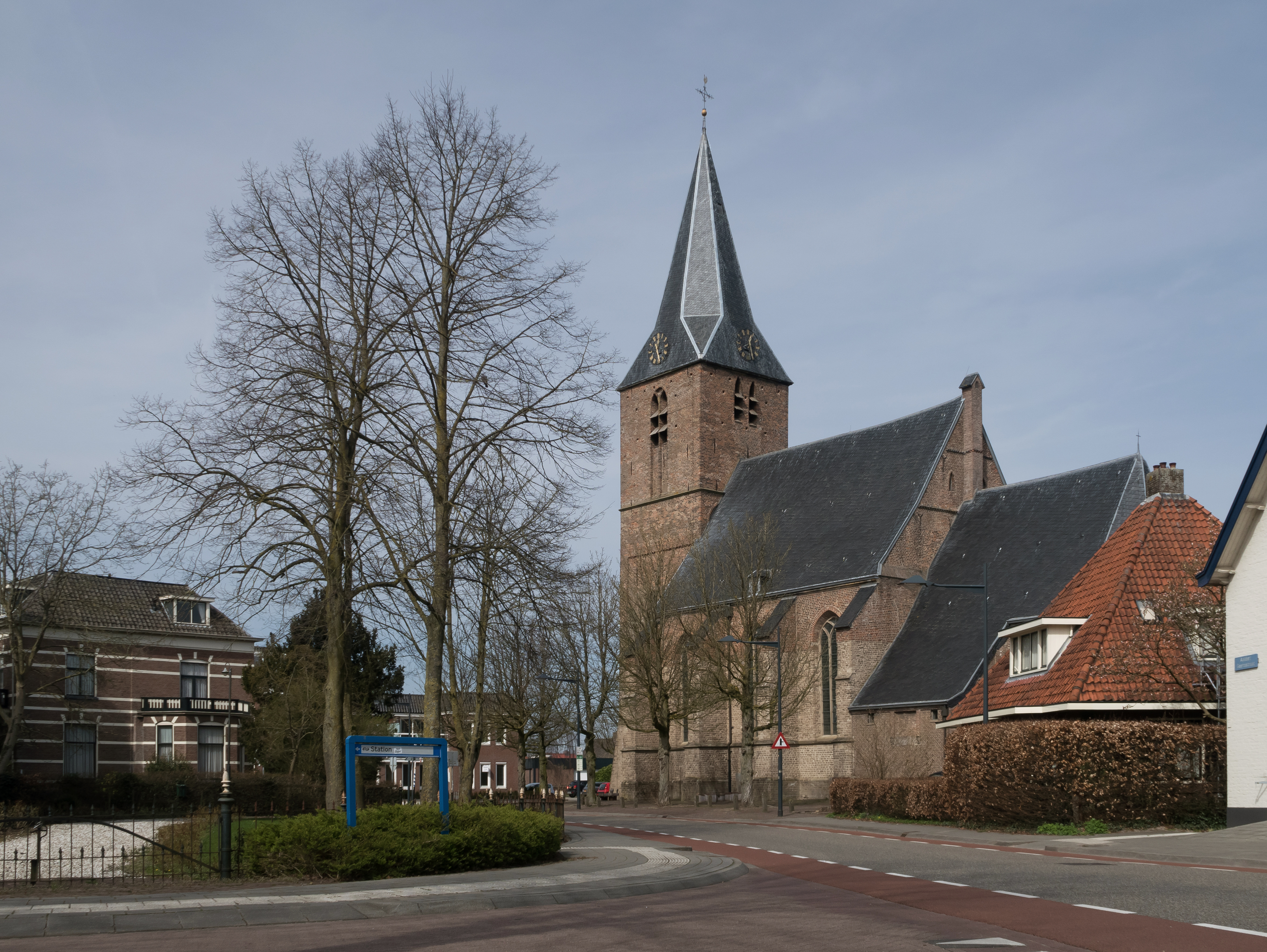
Nederlands Hervormde kerk
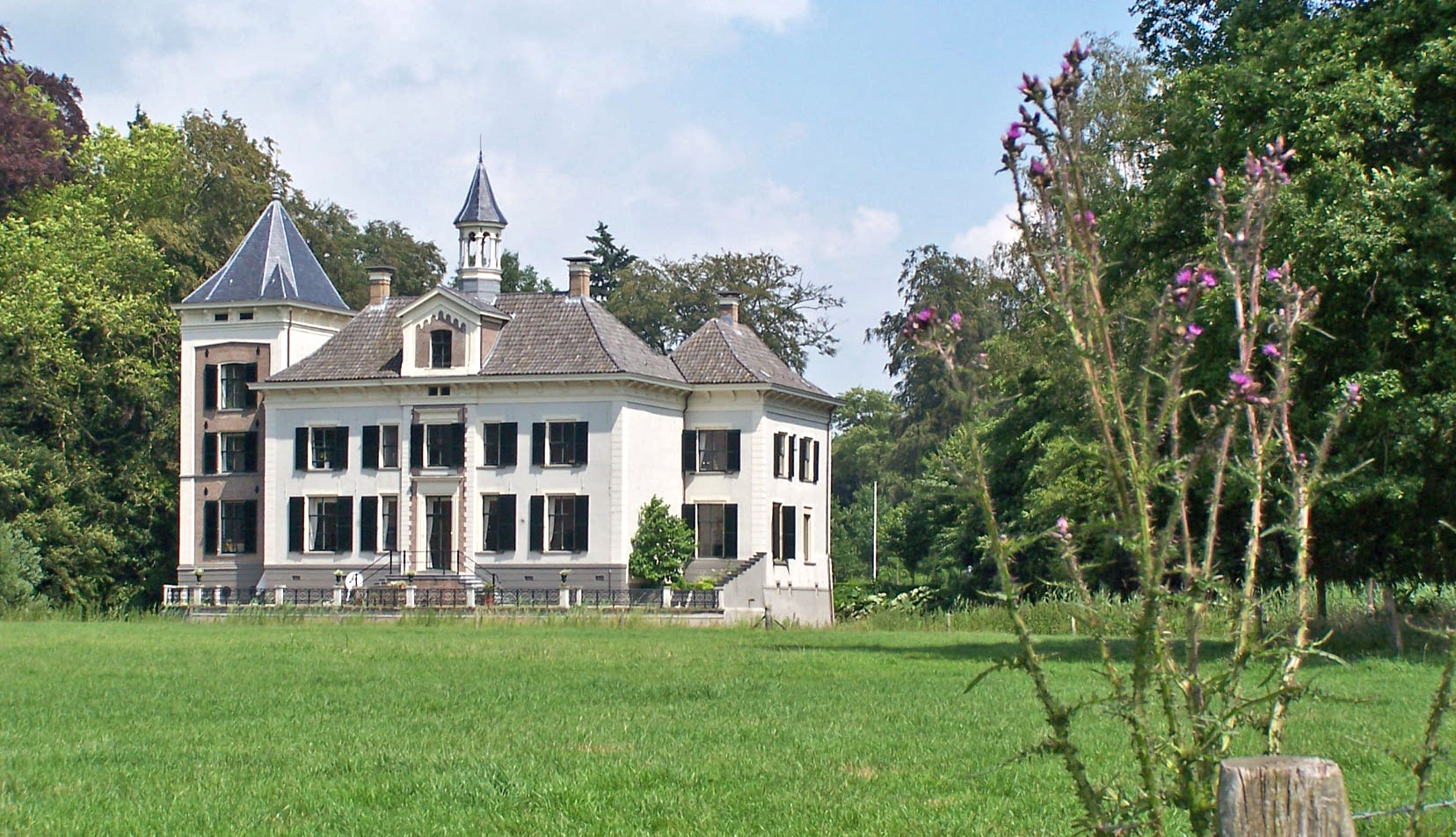
Landgoed De Haere
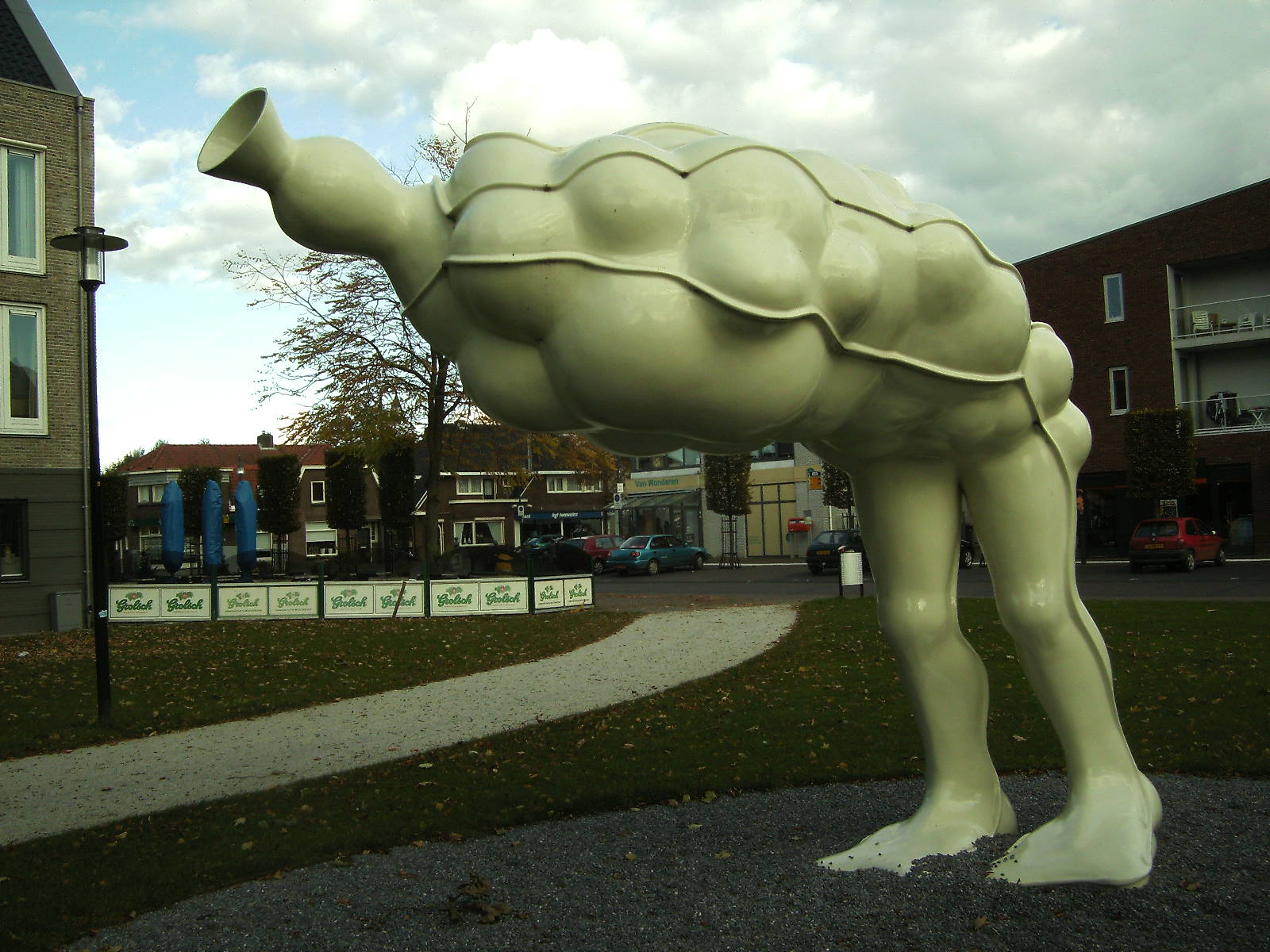
Ga'k, Ga'k nie! in het centrum
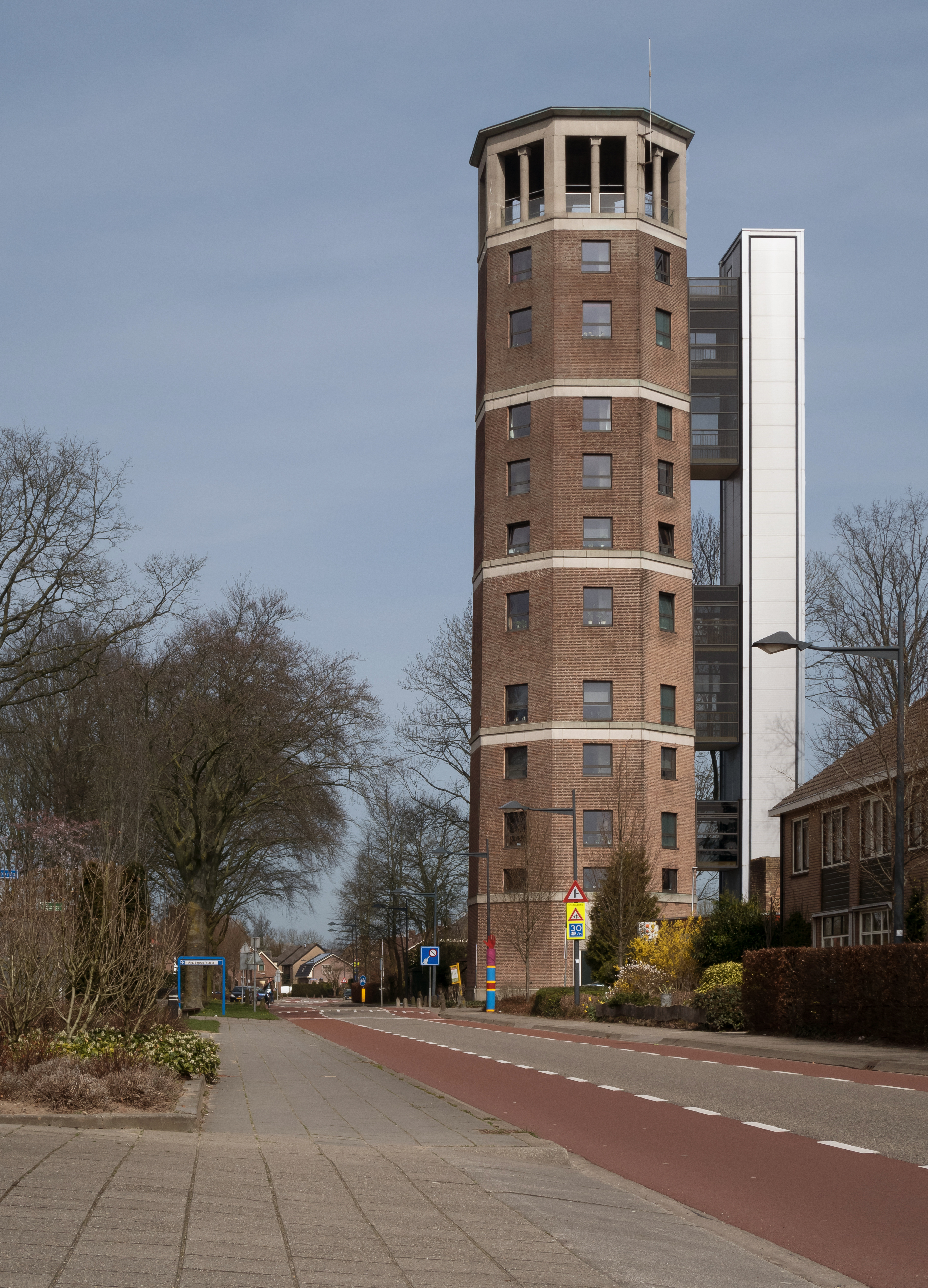
De watertoren in Olst
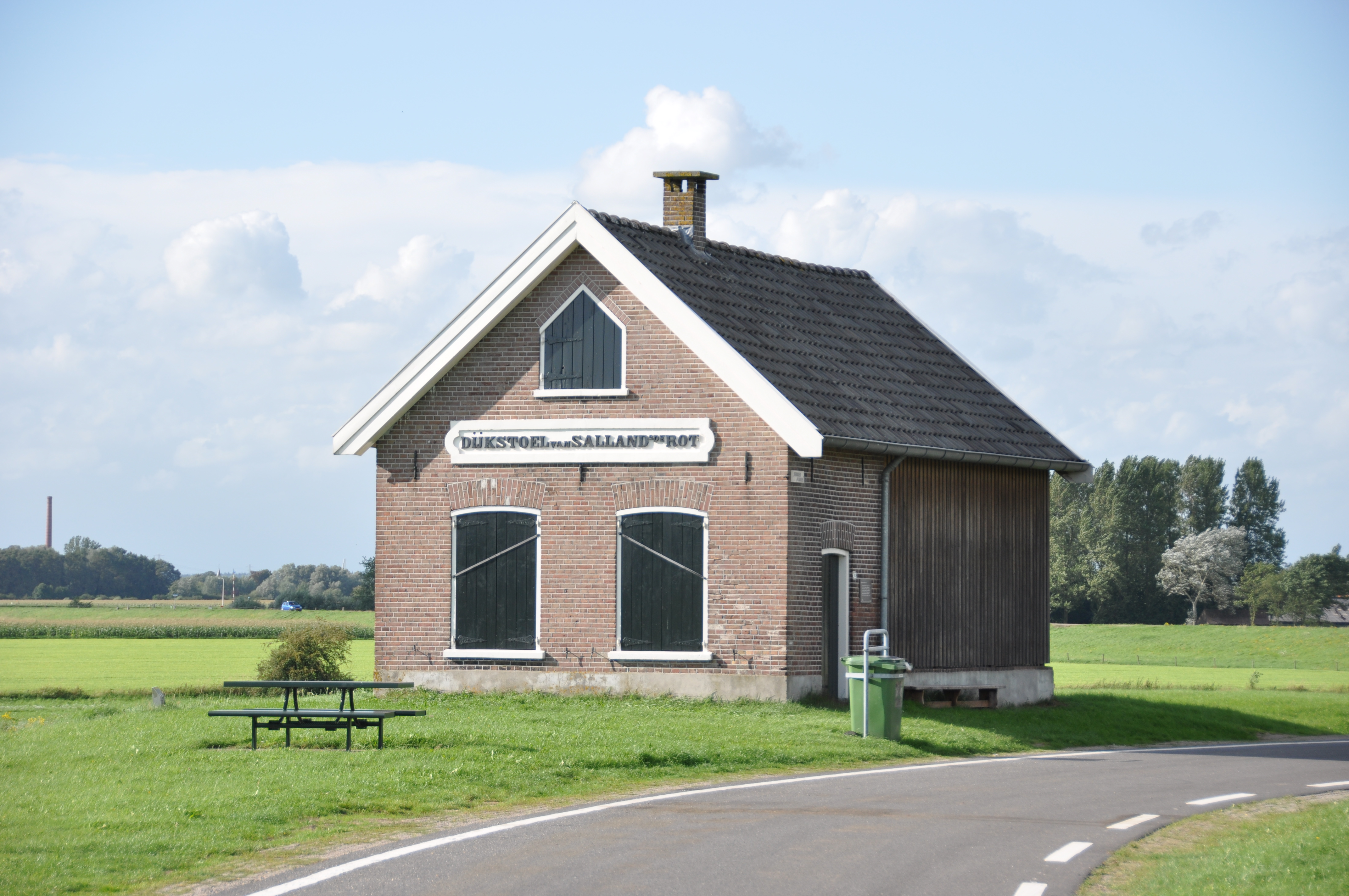
Dijkmagazijn bij Olst
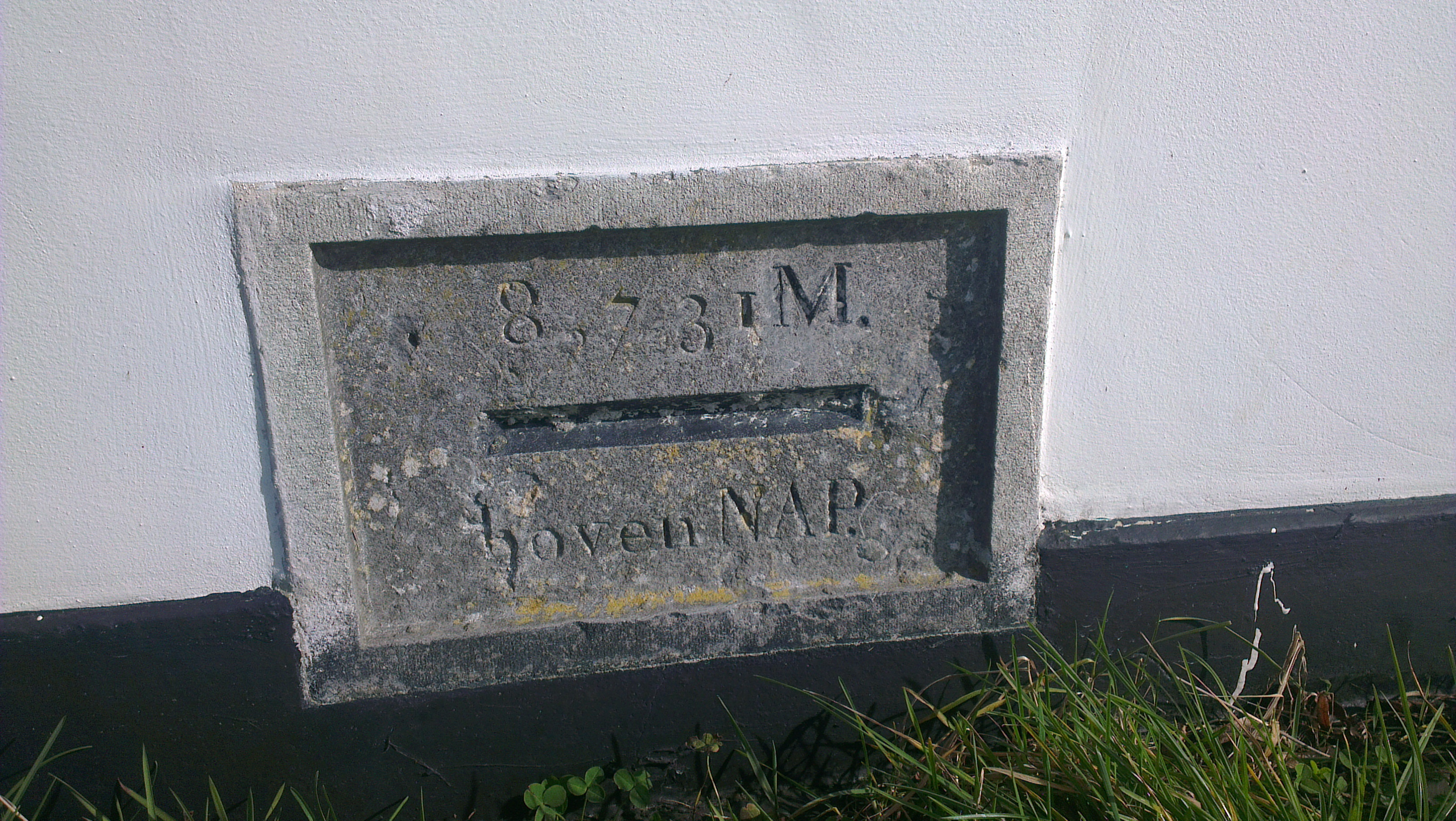
Peilsteen met NAP-peil aan Rijksstraatweg 8
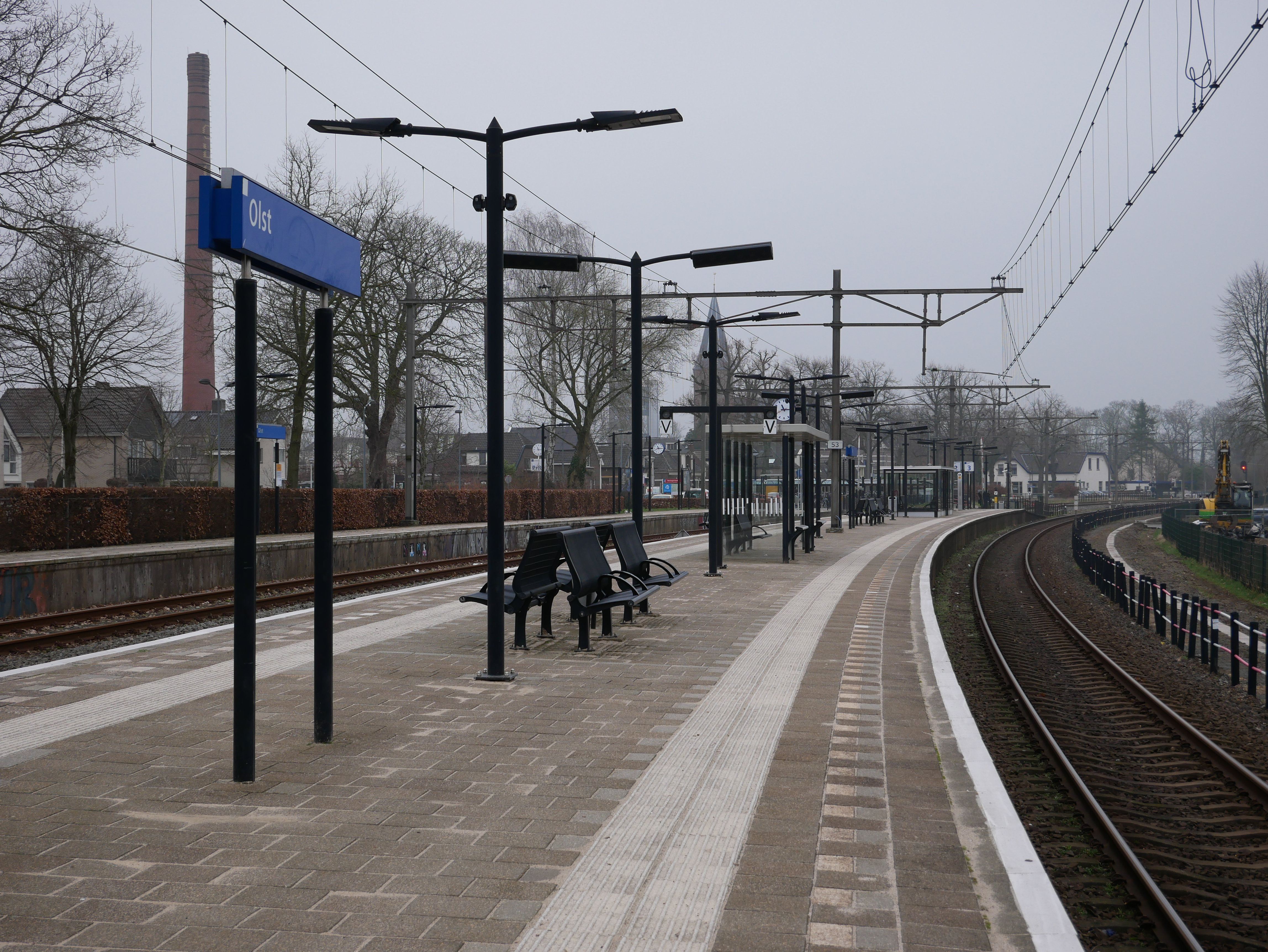
Het treinstation van Olst